# Massamba N'Diaye
Massamba N'Diaye (Thiès, 8 ottobre 2001) è un calciatore senegalese, portiere del Clermont Foot.

## Carriera

### Club
Cresciuto in Senegal nel CNAPS Excellence, N'Diaye è stato acquistato nel 2021 dal Pau. Ha debuttato in prima squadra il 5 febbraio 2022 nell'incontro di Ligue 2 pareggiato 2-2 contro il Bastia. ed il 16 maggio successivo ha prolungato il contratto fino al 2025.
Il 3 agosto 2023 è stato acquistato a titolo definitivo dal Clermont Foot, con cui ha esordito nella prima divisione francese.

### Nazionale
Ha giocato nella nazionale senegalese Under-23.

## Statistiche

### Presenze e reti nei club
Statistiche aggiornate al 6 aprile 2024.
| Stagione        | Squadra         | Campionato      | Campionato | Campionato | Coppe nazionali | Coppe nazionali | Coppe nazionali | Coppe continentali | Coppe continentali | Coppe continentali | Altre coppe | Altre coppe | Altre coppe | Totale | Totale | Totale |
| Stagione        | Squadra         | Comp            | Pres       | Reti       | Comp            | Pres            | Reti            | Comp               | Pres               | Reti               | Comp        | Pres        | Reti        | Pres   | Reti   |        |
| --------------- | --------------- | --------------- | ---------- | ---------- | --------------- | --------------- | --------------- | ------------------ | ------------------ | ------------------ | ----------- | ----------- | ----------- | ------ | ------ | ------ |
| 2021-2022       | Pau             | L2              | 1          | -1         | CF              | 0               | 0               |                    | -                  | -                  |             | -           | -           | 1      | -1     |        |
| 2022-2023       | Pau             | L2              | 8          | -12        | CF              | 3               | -3              |                    | -                  | -                  |             | -           | -           | 11     | -15    |        |
| 2022-2023       | Pau 2           | N3              | 5          | -3         |                 | -               | -               |                    | -                  | -                  |             | -           | -           | 5      | -3     |        |
| 2023-2024       | Clermont Foot 2 | N3              | 1          | 0          |                 | -               | -               |                    | -                  | -                  |             | -           | -           | 1      | 0      |        |
| 2023-2024       | Clermont Foot   | L1              | 4          | -6         | CF              | 1               | -1              |                    | -                  | -                  |             | -           | -           | 5      | -7     |        |
| Totale carriera | Totale carriera | Totale carriera | 18         | -22        |                 | 4               | -4              |                    | -                  | -                  |             | -           | -           | 7      | -26    |        |